# The Serpent's Egg
O ovo da serpente (Das Schlangenei  /The Serpent's Egg ) é um filme estadunidense e alemão de 1977, produzido por Dino De Laurentiis, dirigido por Ingmar Bergman, editado por Petra von Oelffen, trilha sonora de Rolf A. Wilhelm, direção de arte de Werner Achmann, fotografia de Sven Nykvist, e estrelando David Carradine como Abel Rosenberg. É ambientado na Berlim dos anos 20.
Este foi o único filme hollywoodiano de Bergman. O título foi retirado de uma linha falada por Brutus na obra de Shakespeare Julius Caesar:
And therefore think him as a serpent's egg
Which hatch'd, would, as his kind grow mischievous;
And kill him in the shell.

## Elenco
- Liv Ullmann...Manuela Rosenberg
- David Carradine...Abel Rosenberg
- Gert Fröbe...Inspetor Bauer
- Heinz Bennent...Hans Vergérus
- James Whitmore...Padre
- Georg Hartmann...Hollinger
- Fritz Straßner...Doutor Soltermann
- Hans Quest...Doutor Silbermann
- Wolfgang Weiser...Oficial
- Walter Schmidinger...Solomon
- Grischa Huber...Stella
- Toni Berger...Mr. Rosenberg
- Erna Brunell...Mrs. Rosenberg
- Rosemarie Heinikel
- Andrea L'Arronge
- Hans Eichler...Max
- Harry Kalenberg
- Gaby Dohm...mulher com bebê
- Christian Berkel...estudante
- Charles Regnier...Arzt
- Gunther Malzacher
- Paul Bürks...comediante do cabaret (creditado como Paul Buerks)
- Paula Braend...Senhora Hemse
- Hildegard Busse...prostituta
- Emil Feist...Miser
- Kai Fischer...prostituta
- Heino Hallhuber...Groom
- Lisi Mangold ...Mikaela

## Sinopse
Em Berlim, novembro de 1923, os habitantes nativos estão oprimidos pela hiperinflação e temendo pelo futuro com a crise política. O trapezista judeu de circo norte-americano, Abel Rosenberg, chega à pensão onde mora e encontra seu irmão, o também artista Max, morto. Ele havia se suicidado com um tiro na boca. Os dois haviam brigado e não estavam mais trabalhando e Abel começara a beber sem parar. Ele vai a polícia e é ouvido pelo Inspetor Bauer e depois procura por Manuela, ex-esposa de Max e também artista. Ele se surpreende ao encontrá-la se apresentando em um bordel. Os dois procuram se ajudar e vão morar juntos, mas Abel se irrita quando Manuela lhe conta sobre seu relacionamento com Vergérus, um antigo conhecido detestado por ele. Despejados de onde estavam, Manuela acaba aceitando um quarto oferecido por Vergérus, e Abel fica com ela, apesar de contrariado, concordando também com um emprego de arquivista na clínica onde Vergérus trabalha. O inspetor chama Abel e lhe mostra vários cadáveres no necrotério, de pessoas conhecidas do rapaz. Abel pensa que é suspeito e tenta fugir desesperadamente mas é detido pelos policiais. Porém, é solto logo depois, sem explicações. Enquanto isso, Manuela parece cada vez mais doente.